# Pomacea
Pomacea is een geslacht van weekdieren uit de klasse van de Gastropoda (Slakken).

## Soorten
- Pomacea aldersoni (Pain, 1946)
- Pomacea armeniaca (Hupé, 1857)
- Pomacea aulanieri (Deville & Hupé, 1850)
- Pomacea aurostoma (Lea, 1856)
- Pomacea avellana (G. B. Sowerby III, 1909)
- Pomacea baeri (Dautzenberg, 1902)
- Pomacea bridgesii (Reeve, 1856)
- Pomacea bulla (Reeve, 1856)
- Pomacea camena Pain, 1949
- Pomacea canaliculata (Lamarck, 1822)
- Pomacea castelloi (G. B. Sowerby III, 1894)
- Pomacea catamarcensis (G. B. Sowerby III, 1875)
- Pomacea cerasum (Hanley, 1854)
- Pomacea chemnitzii (Philippi, 1852)
- Pomacea cingulata (Philippi, 1851)
- Pomacea citreum (Reeve, 1856)
- Pomacea columbiensis (Philippi, 1851)
- Pomacea columellaris (Gould, 1848)
- Pomacea commissionis (Ihering, 1898)
- Pomacea conoidea (Martens, 1899)
- Pomacea consolatrix (Ihering, 1919)
- Pomacea cornucopia (Reeve, 1856)
- Pomacea costaricana (Martens, 1899)
- Pomacea cousini (Jousseaume, 1877)
- Pomacea cumingii (King & Broderip, 1831)
- Pomacea dacostae (G. B. Sowerby III, 1909)
- Pomacea decussata (Moricand, 1836)
- Pomacea diffusa Blume, 1957
- Pomacea eximia (Dunker, 1853)
- Pomacea expansa (Miller, 1879)
- Pomacea falconensis Pain & Arias, 1958
- Pomacea fasciata (Roissy, 1805)
- Pomacea flagellata (Say, 1829)
- Pomacea glauca (Linnaeus, 1758)
- Pomacea guyanensis (Lamarck, 1822)
- Pomacea interrupta (G. B. Sowerby III, 1909)
- Pomacea lattrei (Reeve, 1856)
- Pomacea maculata Perry, 1810
- Pomacea megastoma (G. B. Sowerby I, 1825)
- Pomacea paludosa (Say, 1829)
- Pomacea pattersoni Boss & Parodiz, 1977
- Pomacea patula (Reeve, 1856)
- Pomacea poeyana (Pilsbry, 1927)
- Pomacea quinindensis (K. Miller, 1879)
- Pomacea scalaris (d'Orbigny, 1835)
- Pomacea sinamarina (Bruguière, 1792)
- Pomacea sordida (Swainson, 1823)
- Pomacea superba (W. B. Marshall, 1926)
- Pomacea urceus (O. F. Müller, 1774)
- Pomacea vexillum (Reeve, 1856)
- Pomacea zonata (Spix, 1827)